# Muntanyes de Judea
Les  Muntanyes de Judea (àrab: جبال الخليل, Jibāl al-Ḫalīl; hebreu: הרי יהודה, Harei Yehuda‎), també anomenades Turons de Judea, són una serralada muntanyosa que es troba a Cisjordània, on hi ha fundades Jerusalem i diverses altres ciutats bíbliques. Les muntanyes arriben a una altura d'1.000 metres. Estenent-se en direcció nord-sud, les muntanyes de Judea abasten Jerusalem, Hebron, Betlem i Ramal·lah. La serralada forma una divisió natural entre la plana costanera, a l'oest, i la Vall del Jordà, a l'est. Les muntanyes de Judea van ser molt boscoses en l'antiguitat. Els turons estan formats per un sòl de terra i pedra calcària dura.